# Melanie Martinez
Melanie Adele Martinez (Astoria, Queens; 28 de abril de 1995) es una cantante y compositora estadounidense. Fue participante del concurso de talentos televisivo The Voice, y tras llegar a los últimos seis concursantes de la tercera temporada del programa y ser eliminada, se embarcó en una gira acústica nacional donde interpretó versiones que realizó durante el concurso y algunas canciones originales. Melanie ha sacado tres álbumes de estudio, el primero titulado Cry Baby, el segundo K-12 y el tercero Portals. En septiembre de 2020 publicó el EP After School.

## Biografía y carrera musical

### 1995-2011: primeros años
Nació el 28 de abril de 1995 en Astoria, y creció en Baldwin, Nueva York. Martínez comenzó a cantar a los tres años y a tocar la guitarra un año más tarde aunque no fue hasta los trece que comenzó por cuenta propia a tomar lecciones más instruidas. Asistió a la escuela Baldwin Senior High School y, durante su estadía en la secundaria, desarrolló una inclinación por la fotografía centrándose en retratos y trabajos conceptuales. Por el lado musical, también participó en concursos de talentos escolares y recitales de micrófono abierto en recintos a lo largo de Long Island.

### 2012: inicios de su carrera enThe Voice
En 2012, Melanie dio una audición para la tercera temporada del popular concurso de talentos estadounidense The Voice de la NBC con la esperanza de desarrollar y mejorar sus habilidades musicales. La cadena de televisión transmitió el episodio de su audición el 17 de septiembre. Martínez se presentó en las audiciones ciegas cantando una versión jazz del sencillo de 2003 «Toxic» de Britney Spears. Tras finalizar su presentación, la concursante logró hacer que tres de los cuatro entrenadores —Adam Levine, Blake Shelton y Cee Lo Green— voltearan su sillas, quienes la elogiaron por el sonido «inusual» de su versión. Además de compararla con Björk, Levine la llamó «increíble» y, aunque Shelton y Green intentaron llevarla a sus equipo diciendo actuó como una «artista única que no suena como nadie más», Melanie escogió a Levine para que fuera su entrenador. Antes de unirse a su equipo, la cantante declaró que quería estar en el equipo de quien la dejara expresarse creativamente y ser ella misma. Su versión de «Toxic» entró en el top 100 general y el top 10 de las listas alternativas de iTunes. Durante el episodio del 9 de octubre, Melanie tuvo su primera ronda de batalla contra Caitlin Michele, quien también pertenecía al equipo Levine. Las concursantes interpretaron la canción de Ellie Goulding «Lights» de 2011 de una manera «inquietante». Aunque la cantante tuvo algunos problemas durante los ensayos, su presentación mostró la fuerza de su voz, lo que complicó la elección de Levine por lo que tuvo que pedir ayuda para escoger a los otros jueces. El entrenador terminó escogiendo a Martínez como la ganadora, permitiendo que Michele fuera «robada» por Shelton y Green y se uniera al equipo de este último.
Durante las rondas de knockout transmitidas el 29 de octubre, la concursante se enfrentó contra Sam James, también del equipo Adam. Para la competición, Martínez decidió realizar una versión simplificada de «Bulletproof» (2009) de La Roux mientras que James versionó «Walking in Memphis» (1991) de Marc Cohn. La entrenadora Christina Aguilera elogió la actuación de Melanie al decir que «cuando abres la boca y cantas, es casi inquietante, realmente te invita a este mundo especial que sólo tú eres capaz de crear». Finalmente, aunque Shelton bromeó sobre el estilo de la cantante y escogió a James como ganador, Adam Levine eligió a Melanie como tal. Según el vocalista de Maroon 5, los nervios de Martínez la ayudaron a relucir con su voz «susurrante». Para la primera ronda en vivo interpretó «Hit the Road Jack» (1961) de Ray Charles con un estilo de jazz. Aunque el público decidió salvar a Amanda Brown y Bryan Keith en el equipo, Adam salvó con su voto a Melanie para que continuara compitiendo.
Actuaciones y resultados
     –  La versión de estudio de la presentación llegó al top 10 de iTunes.
| Etapa                                     | Episodio | Canción                              | Artista Original  | Resultado                                      |
| ----------------------------------------- | -------- | ------------------------------------ | ----------------- | ---------------------------------------------- |
| Audiciones ciegas                         | 4        | «Toxic»                              | Britney Spears    | Giran tres sillas, ingresa al equipo de Adam.  |
| Ronda de batalla (contra Caitlin Michele) | 11       | «Lights»                             | Ellie Goulding    | Gana la batalla y avanza a la siguiente ronda. |
| Ronda de knockout (contra Sam James)      | 16       | «Bulletproof»                        | La Roux           | Gana la batalla y avanza a la siguiente ronda. |
| Ronda en vivo                             | 18       | «Hit the Road Jack»                  | Ray Charles       | Salvada por Adam, avanza al top 12.            |
| Ronda en vivo, top 12                     | 22       | «Cough Syrup»                        | Young the Giant   | Votada por el público, avanza al top 10.       |
| Ronda en vivo, top 10                     | 23       | «Seven Nation Army»                  | The White Stripes | Votada por el público, avanza al top 8.        |
| Ronda en vivo, top 8                      | 25       | «Too Close»                          | Alex Clare        | Votada por el público, avanza al top 6.        |
| Ronda en vivo, top 6                      | 27       | «Crazy»                              | Gnarls Barkley    | Eliminada.                                     |
| Ronda en vivo, top 6                      | 27       | «The Show» (elección del entrenador) | Lenka             | Eliminada.                                     |

### 2013-2017: Dollhouse y álbum de estudio debut Cry Baby
Tras quedar fuera de The Voice, Martínez se embarcó en una pequeña gira musical a través de los estados de su país mientras escribía y grababa su propia música. Comenzó el 30 de marzo de 2013 en el club The Evening Muse en Charlotte, Nueva York, y terminó en el salón Schubas en Chicago, Illinois, el 22 de diciembre del mismo año. Se trataba de una gira acústica donde Melanie interpretaba algunas de las canciones que cantó en The Voice al igual que otras originales como «Birthing Addicts», «Million Men» y «Dear Porcupines». En octubre de 2013, la cantante anunció que había firmado un contrato con Warner/Chappell Music y, más tarde, lanzó su sencillo debut «Dollhouse» junto con su vídeo musical el 10 de febrero de 2014. Escrita por Martínez con ayuda del dúo productor Kinetics & One Love y producida por estos dos, la canción llegó hasta el vigésimo puesto en la lista de sencillos alternativos de iTunes. También recibió escasas pero positivas reseñas por parte de los críticos musicales; Glenn Gamboa de Newsday comparó el estilo de la canción con el de la cantante neozelandesa Lorde al llamarla su «versión estadounidense». Por otro lado, Rachel McRady de US Weekly destacó su habilidad artística, «evidente en el vídeo musical».
El 14 de agosto de 2015 se publicó el que sería su primer álbum de estudio titulado Cry baby.

### 2019-2020: Segundo álbum de estudioK-12yAfter School
Melanie Martinez ha terminado de grabar su segundo álbum, describiéndolo como las historias de personajes que viven en el vecindario de Cry Baby. En octubre de 2016, lanzó un comercial de su fragancia llamada Cry Baby Perfume Milk, agregando que la «idea de este perfume se ha estado cultivando en mi cerebro desde el momento en que terminé de escribir mi álbum». Será distribuido directamente por el sello discográfico de Martinez, Atlantic, lo que los convierte en el primer sello discográfico en distribuir una fragancia. En noviembre de 2016, Martinez lanzó su segundo EP titulado Cry Baby's Extra Clutter, un lanzamiento de vinilo físico de las canciones extra de Cry Baby, así como el sencillo de Martinez, «Gingerbread Man». Ella lanzó el vídeo musical de su canción «Pacify Her» seguido en diciembre de 2016 por un vídeo para «Mrs. Potato Head». El vídeo de «Mad Hatter» fue lanzado el 23 de septiembre de 2017.
Cry Baby fue certificado platino el 24 de febrero de 2017.
En marzo de 2017, Martínez expresó su deseo de producir una película contando la historia de cada canción de su segundo álbum, explicando: «Actualmente, estoy escribiendo una película [...] voy a pasar todo el año trabajando en ello, dirigiendo, filmando, maquillaje y todo, así que es mucho trabajo».
El 15 de mayo de 2019, la cantante reveló el nombre de su segundo álbum de estudio K-12 y publicó un vídeo con un primer vistazo a la canción. Un día después reveló la portada oficial del álbum mediante una foto en su cuenta de Instagram. El 29 de mayo de 2019 la cantante reveló la fecha oficial de lanzamiento del álbum, el cual fue lanzado al mercado musical el 6 de septiembre de 2019. También hay una colaboración entre Melanie con la rapera y actriz mexicoamericana, Claudia Alexandra Feliciano, conocida profesionalmente como Snow Tha Product, con el tema «I Scream», donde es una canción inédita en el Claudia con Melanie, no ha sido interpretada en vivo ni lanzada a los fanáticos. En donde también, empiezan a aparecer fragmentos de la canción el 28 de julio de 2019, y para luego, ser filtrada de manera completa el 5 de enero de 2020. La primera mezcla solista de la canción, en el que solo Melanie participa, se filtró el 4 de enero de 2020. Sin embargo, Snow Tha Product originalmente planeó lanzar la canción con Melanie en 2016, donde luego, ella afirma que Atlantic Records, haciendo que no le permitiría hacerlo, posiblemente porque Claudia no era muy famosa en ese momento.
El 10 de febrero de 2020, Melanie lanza su canción «Copy Cat», en colaboración con la rapera, cantante y compositora estadounidense, Tierra Whack. Esta es la primera vez que Whack ha trabajado en calidad profesional con Melanie Martinez, y la primera vez que Melanie ha presentado a otro artista en una de sus canciones, a excepción, de su colaboración inédita con Snow Tha Product.
El 26 de junio de 2020, Melanie lanza su canción «Fire Drill», la cual aparecía en los créditos de su película K-12.
El 25 de septiembre de 2020, Melanie lanza su álbum EP After School, está compuesto por 7 canciones.

### 2023-presente: Tercer álbum de estudio Portals
El 18 de febrero de 2023, después de archivar todas sus publicaciones de Instagram, Martínez se burló de su nuevo álbum Portals publicando un vídeo de Instagram de un hongo en un bosque brumoso y onírico, con "RIP Cry Baby" grabado en su tallo, acompañado de un fragmento de una nueva canción. Esa imagen, a su vez, se usó en reemplazo de todas las miniaturas de sus videos en su canal de YouTube. Durante los días siguientes se publicaron varios teasers más en todas sus redes sociales. El 22 de febrero de 2023 la cantante anunció que el álbum será lanzado el 31 de marzo de 2023 mediante un video en su cuenta de Instagram junto con la pre-orden del álbum.

## Imagen pública

#### Acusaciones de violación
El 5 de diciembre de 2017, Timothy Heller, una mujer con quien Martinez una vez tuvo una relación de amistad, denunció a través de Twitter que Martinez la agredió sexualmente en algún momento antes de la aparición de Martinez en The Voice. Según su denuncia, Martinez se aprovechó de que Heller se encontraba exhausta (física y mentalmente) durante una fiesta de pijamas, tras haber consumido ambas anteriormente marihuana, y luego procediendo a realizar sexo oral con Heller y penetrarla físicamente con un juguete sexual, todo en contra de la voluntad de Heller. El 5 de diciembre, Martínez tuiteó una respuesta a las acusaciones de Heller, alegando que Heller estaba de acuerdo en hacer lo que decidieron hacer juntas.
El 9 de diciembre la cantante volvió a referirse al altercado con Timothy Heller mediante su cuenta de Twitter agradeciendo a sus fanáticos por su continuo apoyo y enfatizando una vez más que las acusaciones en su contra son totalmente falsas. Añadió que muchas veces ha confiado en personas que solo están con ella por su propio beneficio y también aseguró que no tendría una relación íntima con nadie sin su total consentimiento.
El 22 de diciembre de 2017 la cantante publicó su canción 'Piggyback' en su cuenta de Soundcloud como respuesta a toda la polémica desatada por las acusaciones en su contra en un intento por zanjar la polémica de una vez por todas y aclarar que Heller manipuló la historia para su propio beneficio.

## Influencias y estilo

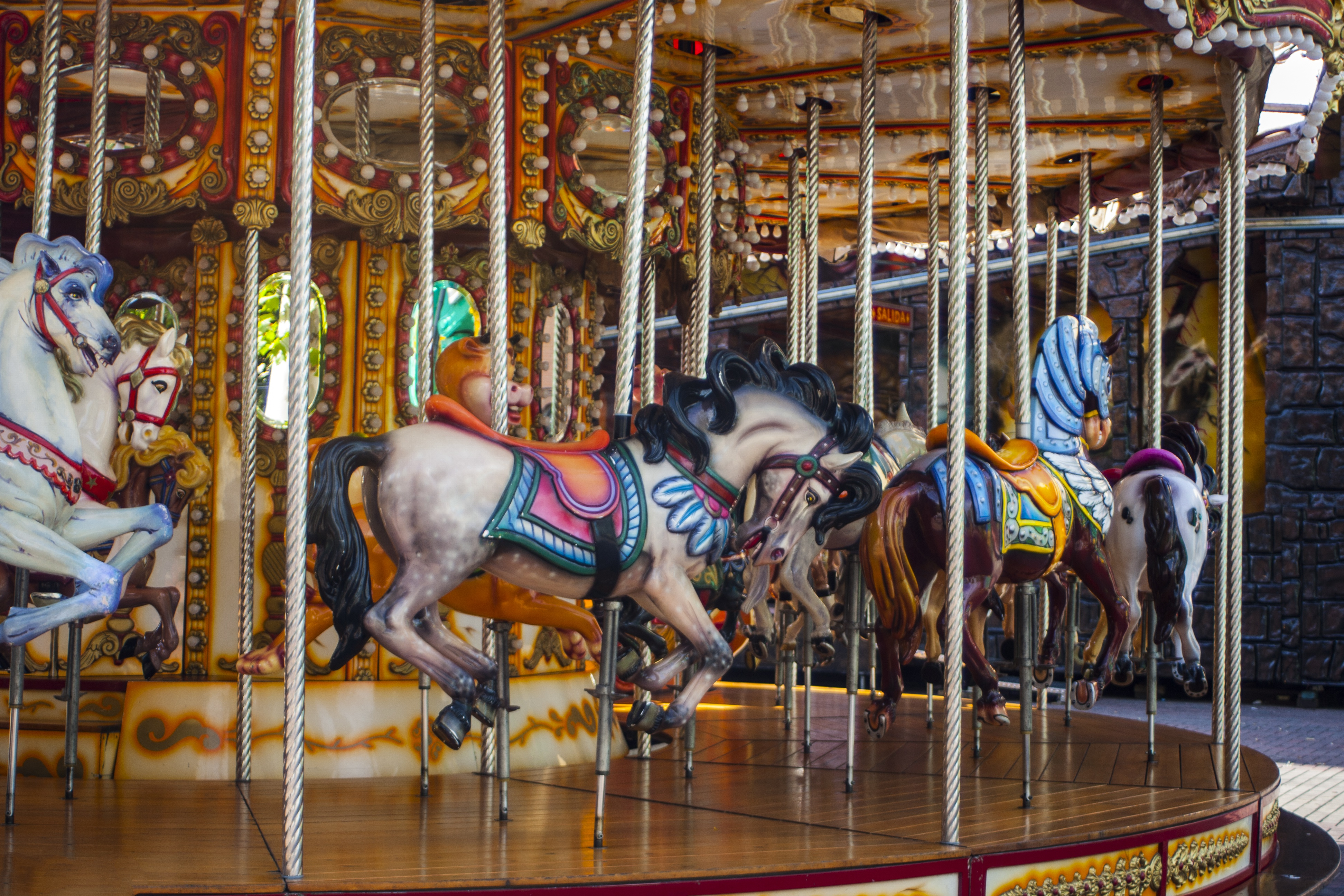
Para componer, Martínez se inspira en cosas relacionadas con su infancia como los carruseles y los carnavales.

Su estilo musical abarca géneros independientes como el indie folk, dream pop y el pop alternativo. Martínez ha acreditado a Kimbra, Gregory and the Hawk, Feist, Regina Spektor, y a su propia madre como algunas de las personas que influyen en su creatividad y desarrollo artístico. La cantante describió los géneros musicales de su primer extended play, Dollhouse, como «heavy child» —traducible como «niño pesado»—: «ritmos inspirados por el hip hop/trap pesado con espeluznantes y nostálgicos sonidos infantiles [hechos con], por ejemplo, pianos para bebé, cajas musicales y juguetes». La obra incluyó canciones pop oscuras como la pista homónima.
Estéticamente, Melanie es reconocida por su cabello de dos tonos similar al del personaje de Disney Cruella de Vil. Lo tiñó de esa manera un poco antes de dar su audición en The Voice por lo que consideraría «casi un crimen» cambiarlo. La cantante sólo tiñe el lado derecho de su cabello y no querría tenerlo todo de un mismo color. Como su música tiene una relación muy estrecha con su estilo visual, Martínez se viste con cabezas de muñecas, cosas peludas, medias de encaje, vestidos de Peter Pan con cuello, biberones y demás. Se describe a sí misma como una Lolita infantil de 1950. Durante una entrevista con Greg Mania para Creem Magazine, la artista declaró: «Siempre he tenido una fuerte conexión con mi infancia. Mi personalidad también refleja eso. Como si tuviera cinco años, me visto como si tuviera cinco años. Supongo que sólo soy una niña de corazón».

## Discografía

### Álbumes de estudio
- 2015: Cry Baby
- 2019: K-12
- 2023:  Portals

### EPs
- 2014: Dollhouse
- 2020: After School

### Sencillos
- 2015:   gingerbread man
- 2018:   piggyback
- 2019: Fire Drill
- 2020: Copy cat

## Giras musicales
- 2014-2015: Dollhouse Tour
- 2015-2016: Cry Baby Tour
- 2019-2020: K-12 Tour
- 2023-2024: Portals Tour
- 2024: The Trilogy Tour

## Premios y nominaciones
| Alternative Press Music Awards         | 2017 | Melanie Martinez   | Mejor Fan Base                     | Nominado | [ 38 ] |
| Billboard Music Awards                 | 2020 | K-12               | Mejor Soundtrack                   | Nominado | [ 39 ] |
| BreakTudo Awards                       | 2020 | Melanie Martinez   | Mejor Artista Emergente            | Nominado | [ 40 ] |
| Dabeme Music Awards                    | 2021 | Melanie Martinez   | Mejor Artista del 2014             | Ganador  | [ 41 ] |
| Hollywood Music Awards                 | 2025 | "Void"             | Mejor Animación                    | Ganador  | [ 42 ] |
| HWG Music Awards                       | 2023 | "Portals"          | Mejor Paquete de Grabación         | Nominado | [ 43 ] |
| MTV Video Music Awards                 | 2023 | "Void"             | Mejores Efectos Visuales           | Nominado | [ 44 ] |
| Music Society Awards                   | 2016 | "Cry Baby"         | Álbum del año                      | Nominado | [ 45 ] |
| Music Society Awards                   | 2016 | "Cry Baby"         | Álbum Alternativo del año          | Ganador  | [ 45 ] |
| Music Society Awards                   | 2016 | "Soap"             | Grabación Alternativa del año      | Ganador  | [ 45 ] |
| Music Society Awards                   | 2017 | "Mrs. Potato Head" | Mejor Película/Video Musical       | Nominado | [ 46 ] |
| Music Society Awards                   | 2017 | "Cry Baby          | Mejor Vídeo Innovador              | Nominado | [ 46 ] |
| Music Society Awards                   | 2017 | Melanie Martinez   | Mejor Artista Femenina Alternativa | Nominado | [ 46 ] |
| Nickelodeon Mexico Kids' Choice Awards | 2020 | "Play date"        | Reto del año                       | Nominado | [ 47 ] |
| SEC Awards                             | 2024 | Melanie Martinez   | Artista Internacional del año      | Ganador  |        |
| SEC Awards                             | 2024 | "Portals"          | Álbum Internacional del año        | Nominado |        |
| The Fragrance Foundation Awards        | 2024 | "Portals Parfums"  | Empacaje de lujo del año           | Nominado | [ 48 ] |
| TikTok Awards Vietnam                  | 2020 | "Play Date"        | Mejor Canción Internacional        | Ganador  | [ 49 ] |